# Прем'єр-міністр Мальти
Прем'єр-міністр Мальти (англ. Prime Minister of Malta, мальт. Prim Ministru ta 'Malta) — голова уряду й виконавчої влади Мальти, призначається президент країни, зазвичай це лідер партії більшості, який повинен здобути більшість голосів у Палаті для затвердження на посаді.
Посада з'явилася 1921 року й не існувала з 1933 до 1947 і з 1958 до 1962. У жовтні 1921 року колонія Великої Британії Мальта отримала самоврядування зі своїм урядом і прем'єр-міністром згідно з прийнятою конституцією, але 1933—1947 ці права скасували, а потім знову відновили.

## Список прем'єр-міністрів Мальти
- Самоврядування
- 26 жовтня 1921 — 13 жовтня 1923 — Джозеф Говард
- 13 жовтня 1923 — 22 вересня 1924 — Франческо Бугаджар
- 22 вересня 1924 — 1 серпня 1927 — Уго Паскуале Міфсуд
- 9 серпня 1927 — 21 червня 1932 — Джеральд Стрікленд
- 21 червня 1932 — 2 листопада 1933 — Уго Паскуале Міфсуд (2-ий раз)
- 1933—1947 — посада скасована
- 4 листопада 1947 — 26 вересня 1950 — Пол Боффа
- 26 вересня — 20 грудня 1950 — Енріко Міцці
- 20 грудня 1950 — 11 березня 1955 — Джорджо Борг Олівер
- 11 березня 1955 — 26 квітня 1958 — Домінік Мінтофф
- 1958—1962 — посада скасована
- 3 березня 1962 — 21 вересня 1964 — Джордж Борг Олівер (2-ий раз)

- Незалежність
- 21 вересня 1964 — 21 червня 1971 — Джордж Борг Олівер
- 21 червня 1971 — 22 грудня 1984 — Домінік Мінтофф
- 22 грудня 1984 — 16 травня 1987 — Кармело Міфсуд Боннічі
- 12 травня 1987 — 22 лютого 1996 — Едвард Фенек Адамі
- 28 жовтня 1996 — 26 вересня 1998 — Альфред Сант
- 6 вересня 1998 — 23 березня 2004 — Едвард Фенек Адамі (2-ий раз)
- 30 березня 2004 — 11 березня 2013 — Лоренс Гонзі
- 11 березня 2013 — 12 січня 2020 — Джозеф Мускат
- з 12 січня 2020 — Роберт Абела